# Profilaktyka drugorzędowa
Profilaktyka drugorzędowa (II fazy, wtórna) – drugi z trzech poziomów profilaktyki zdrowotnej obejmujący działania skierowane do grup o zwiększonym lub wysokim zagrożeniu wystąpienia danej choroby w celu wyselekcjonowania osób we wczesnym (przedklinicznym) stadium choroby, wobec których zostaną wdrożone pogłębione badania w celu potwierdzenia występowania choroby. Realizowany poprzez badania skriningowe (przesiewowe), czyli stosowane masowo, proste testy.